# Анатоль Курагін
Анатолій (Анатоль) Курагін — герой роману Льва Толстого «Війна і мир». Син князя Василя Курагіна. Має сестру Елен та брата Іполита. Світська людина, франт, гульвіса, дамський угодник, хлюст. Надзвичайно гарний. Одружений з польською дівчиною, але ретельно приховує цей факт.
Захопившись Наташею Ростовою (II-й том, 5-а частина), йому вдається закохати її в себе. Зачарувавши Наташу, Анатоль пропонує їй втікати за кордон. Однак, у ніч викрадення Марія Дмитрівна Ахросімова, у якої гостюють Наташа і Соня, дізналася про це і викрадення не вдається. Коли Наташа Ростова почула, що Анатоль одружений, намагається отруїтися миш'яком. За наполяганням П'єра Безухова, Анатоль вигнаний з Москви.
Після Бородінської битви Анатолю ампутували ногу, під час операції він опиняється поруч з пораненим Андрієм Болконським. Далі в 9-му розділі III-ого тому йдеться про те, що П'єр Безухов дізнається про його смерть, проте чутки не підтверджуються. Більше в романі він не згадується.